# ETRS-TM35FIN

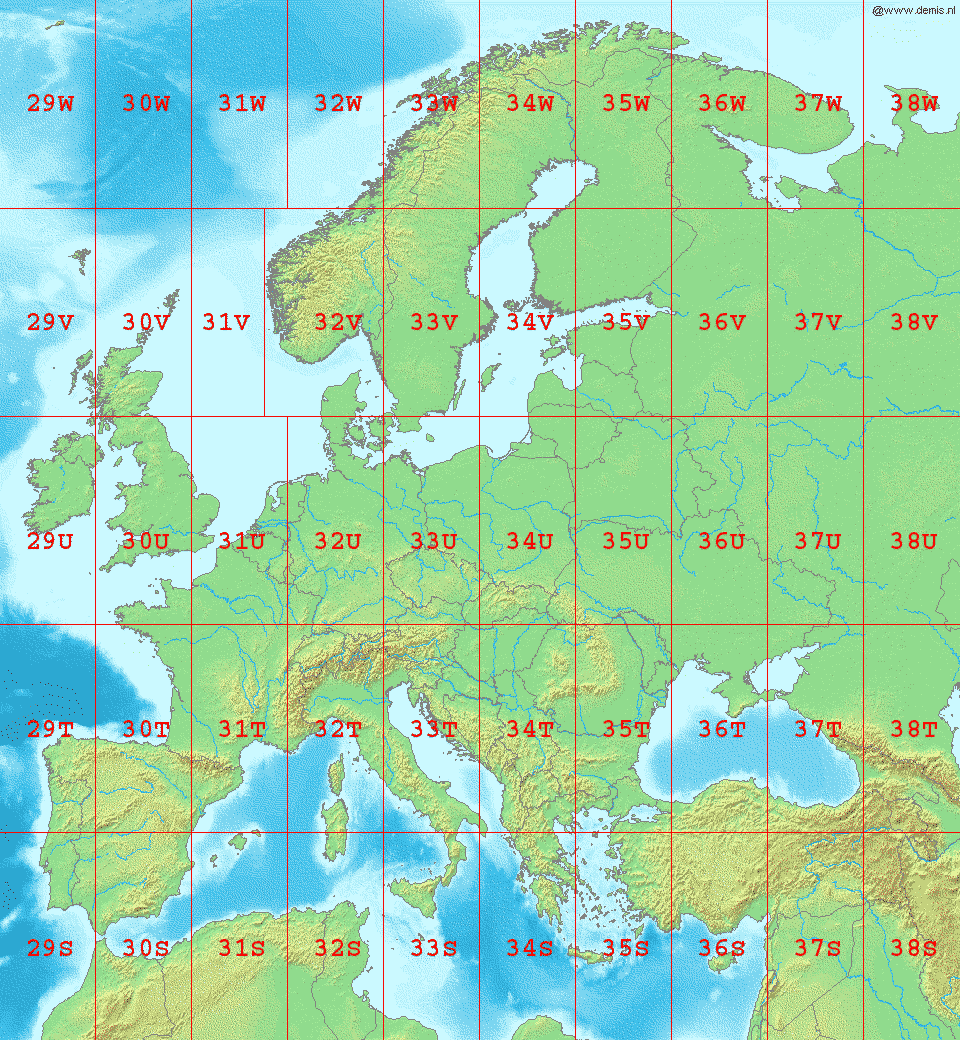
UTM-zoner

ETRS-TM35FIN är Finlands nya enhetliga kartprojektionssystem.  Det använder samma projektion som UTM zon 35 (central meridian: 27° öst Greenwich), med ETRS89-baserade EUREF-FIN som geodetiskt datum. Beteckningen ETRS-TMzn (där zn är zonnumret) används allmänt i Europa för UTM-zoner med detta datum, fast då avses normal zonbredd på 6°. För rikstäckande kartor över Finland använder man UTM-projektionen för zon 35 i hela landet, som är bredare än så, och till beteckningen har man därför lagt till FIN för Finland för att markera detta.
Vid sidan av ETRS-TM35FIN används ETRS-TM34, -TM35 och -TM36 på till exempel grundkartorna, samt ETRS-GK med zoner på en grad i vissa sammanhang.
Det nya systemet ersatte det nationella kartverkskoordinatsystemet (baserat på Hayford-ellipsoiden) på nya topografiska kartor från 2005. Nya sjökort använder EUREF-FIN från 2003.